# Donato Antonio Donofrio
Donato Antonio Donofrio (* 25. Juli 1930 in Bella; † 7. September 2019 in Innsbruck) war ein italienischer Geologe.
Donofrio promovierte 1975 an der Universität Innsbruck zum Dr. phil. (Geologie). Ab 1975 war er am Institut für Geologie und Paläontologie der Universität Innsbruck zunächst Forschungsassistent, anschließend Assistent. Als Geologe arbeitete Donofrio auch in den Bereichen Stratigraphie und Mikropaläontologie.

## Veröffentlichungen
- mit Helfried Mostler: Neue Schwebcrinoiden aus Hallstätter Kalken des Berchtesgadener Raumes. Geol.-Paläontol. Mitt. Innsbruck 005_2, 1975, S. 1–28 (zobodat.at [PDF; 559 kB]).
- mit Helfried Mostler: Wenig beachtete Echinodermaten-Skelettelemente aus der alpinen Trias. Geol.-Paläontol. Mitt. Innsbruck 6, 6, 1977, S. 1–27 (zobodat.at [PDF; 1,8 MB]).
- mit Helfried Mostler: Zur Verbreitung der Saturnalidae (Radiolaria) im Mesozoikum der Nördlichen Kalkalpen und Südalpen. Geol.-Paläontol. Mitt. Innsbruck 7, 5, 1978, S. 1–55 (zobodat.at [PDF; 3,3 MB]).
- mit Günther Heißel, Helfried Mostler: Zur tektonischen und stratigraphischen Position des Martinsbühels bei Innsbruck. Geol.-Paläontol. Mitt. Innsbruck 7, 7, 1979, S. 1–43 (zobodat.at [PDF; 3,5 MB]).
- mit Günther Heißel, Helfried Mostler: Beiträge zur Kenntnis der Partnachschichten (Trias) des Tor- und Rontales und zum Problem der Abgrenzung der Lechtaldecke im Nordkarwendel (Tirol). Mitteilungen der Geologischen Gesellschaft 73, 1980, S. 55–93 (zobodat.at [PDF; 3,8 MB]).
- Microfaune triassiche e giurassiche dalla serie calcareo-silico-marnosa della Lucania, facies S. Feie (Appennino Campano-Lucano, Italia meridionale). Geol.-Paläontol. Mitt. Innsbruck 13, 1983, S. 177–199 (zobodat.at [PDF; 1,5 MB]).
- Radiolaria and Porifera (Spicula) from the Upper Triassic of Aghdarband (NE-Iran). Abhandlungen der Geologischen Bundesanstalt in Wien 38, 1991, S. 205–222 (zobodat.at [PDF; 1,7 MB]).
- mit Aymon Baud, Rainer Brandner: The Sefid Kuh Limestone: A Late Lower Triassic Carbonate Ramp (Aghdarband, NE-Iran). Abhandlungen der Geologischen Bundesanstalt in Wien 38, 1991, S. 111–123 (zobodat.at [PDF; 1,8 MB]).
- mit Rainer Brandner, Werner Poleschinski: Conodonten der Seefeld-Formation: ein Beitrag zur Bio- und Lithostratigraphie der Hauptdolomit-Plattform (Obertrias, westliche Nördliche Kalkalpen, Tirol). Geol.-Paläontol. Mitt. Innsbruck 26, 2003, S. 91–107 (zobodat.at [PDF; 829 kB]).
- I radiolari Neocominiani di Monte Belloca Alti Lessini Veronesi (Alpi Meridionali, Piattaforma di Trento). Geo.Alp 5, 2008, S. 97–105 (zobodat.at [PDF; 506 kB]).
- Kurzmitteilung zu Conodonten, Echinodermen- und Fischresten aus dem Brenner-Mesozoikum (Kalkkögelgruppe SW Innsbruck, Tirol) und deren Paläotemperaturen. Geo.Alp 5, 2008, S. 83–95 (zobodat.at [PDF; 584 kB]).